# Talegalla
Talegalla is een geslacht van vogels uit de familie grootpoothoenders (Megapodiidae).

## Soorten
Het geslacht kent de volgende soorten:
- Talegalla cuvieri – Roodsnavelboskalkoen
- Talegalla fuscirostris – Zwartsnavelboskalkoen
- Talegalla jobiensis – Bruinkraagboskalkoen